# Coilia reynaldi
Coilia reynaldi är en fiskart som beskrevs av Valenciennes, 1848. Coilia reynaldi ingår i släktet Coilia och familjen Engraulidae. Inga underarter finns listade i Catalogue of Life.